# Климцево (Судиславское сельское поселение)
Климцево — деревня в Судиславском сельском поселении Судиславского района Костромской области России. 

## География
Деревня расположена у рек Корба и Пуга.

## История
Согласно Спискам населенных мест Российской империи в 1872 году деревня относилась к 1 стану Костромского уезда Костромской губернии. В ней числилось 8 дворов, проживало 28 мужчин и 19 женщин.
Согласно переписи населения 1897 года в деревне проживало 39 человек (16 мужчин и 23 женщины).
Согласно Списку населенных мест Костромской губернии в 1907 году деревня относилась к Богословской волости Костромского уезда Костромской губернии. По сведениям волостного правления за 1907 год в ней числилось 8 крестьянских дворов и 50 жителей. В деревне имелась кузница. Основным занятием жителей был бондарный и плотницкий промыслы.

## Население
| 2008 | 2010 | 2014 |
| ---- | ---- | ---- |
| 100  | ↘87  | ↗90  |